# 水野勝邦

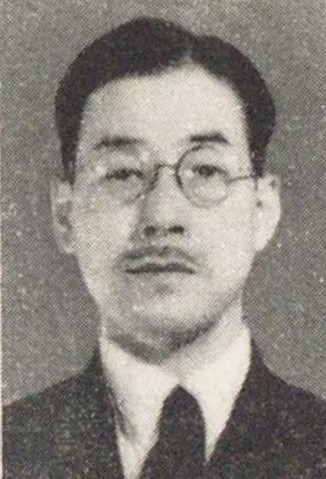
水野勝邦

水野 勝邦（みずの かつくに、1904年〈明治37年〉6月27日 - 1988年〈昭和63年〉1月12日）は、日本の華族（子爵）・政治家・中国研究者。水野家（旧結城藩）第19代当主。旧名は邦で、1924年（大正13年）11月26日、勝邦に改名した。

## 経歴
1928年（昭和3年）に学習院を卒業、東京帝国大学文学部に進学して中国に関する研究を行った。外務省派遣中華民国調査員、専修大学講師、外務省在支特別研究員、北支那開発会社調査局嘱託などを歴任。北平（現在の北京）に「水野公館」を開設し日中外交に携わると共に、中国各地を調査し多くの報告書、論文を執筆した。
1939年（昭和14年）7月10日に貴族院子爵議員に選出され、院内会派研究会所属し、1947年（昭和22年）5月2日の貴族院廃止まで在任した。
1940年（昭和15年）には拓務省委員、1943年（昭和18年）には大東亜省委員に就任し、日中を往復すること36回に及んだが、1944年（昭和19年）末に議会出席のため一時帰国し、戦局悪化のため再び中国の地を踏むことなく終戦をむかえた。
終戦後も1947年（昭和22年）の貴族院廃止まで議員を務めた。1950年（昭和25年）から立正大学経済研究所研究員に迎えられ、翌年、経済学部助教授に就任し教育に従事することとなった（1960年（昭和35年）に教授、1961年（昭和36年）に学部長）。麗澤大学では非常勤講師を務めた。大学では中国経済を中心に講義を行い、またゼミを運営した。経済発展や工業地域の構成、鉄道建設、農業発展と労働力などに関する論文を主に立正大学の『経済学季報』に執筆し、旺盛な研究活動を展開していた。終生中国研究に携わると共に、かつて自らが議員を務めた貴族院の歴史についてまとめ、貴族院研究の基礎を築いた。

## 著作
- 『支那事変前の山西省一斑』水野勝邦、1938年3月。 NCID BB10905115。全国書誌番号:46056349。
- 尚友倶楽部 編『貴族院会派「研究会」史』 明治大正編、芙蓉書房出版、2019年11月。ISBN 9784829507766。 NCID BB29315547。全国書誌番号:23305785。
- 尚友倶楽部 編『貴族院会派「研究会」史』 昭和編、芙蓉書房出版、2019年11月。ISBN 9784829507773。 NCID BB29315547。全国書誌番号:23305787。

## 親族
父は貴族院の会派・研究会幹部の水野直。妻は長島隆二の次女・可壽子。弟の博は大谷竹次郎の養子となり、戦後には松竹の社長に就任した。